# 神羅万象チョコ 第三章
神羅万象チョコ 第三章（しんらばんしょうチョコ だいさんしょう）はバンダイ発売のおまけ付き駄菓子・ウェハースチョコレート。

## 解説
神羅万象チョコシリーズの三章目である。通算、九〜十二作目。第一章、第二章と同じく全四弾。2007年4月16日に第1弾が全30種+2（シークレット）でバンダイより発売。第2弾は2007年7月16日に全30種で発売。第3弾は2007年10月15日に全30種で発売。また、第3弾発売時期に第二章で行われた聖龍石キャンペーンと同様に、天地創造キャンペーンが開催された。

## ストーリー
魔神マステリオンの魂が消滅してから三年。地上界・魔界共に平和を取り戻し安定した世界へと戻った。しかしある日、地上界・神羅連和国は上空から何者かの奇襲攻撃を受けた。それは世界征服を目論み、天界の浮遊島を占拠した魔導王メビウスによるものであった…。
皇帝テラスは世界中に散った五人の光の戦士を召集したが、呼び出せたのはリュウガとオウキの二人だけだった。一人先に向かったライセンの後を追い、二人は浮遊島へと乗り込んだ！

## 世界観
第二章から三年後の世界。地上界および、天界が舞台となる。
地上界（神羅連和国）

天界
地上界とは基本的にお互いに干渉しない異世界。破壊神デストールと創造神クリエールの二極神によって分割統治されている。主な種族は天使。
破壊神統治領域
破壊神デストールによって統治されている。属する天使は頭と腰に黒い翼を生やし、紫のテーゼを持つ。翼が多いほど強力な力を持ち、地位も高い。天使の他に亜人種バルダ族がいる。
創造神統治領域
創造神クリエールによって統治されている。属する天使は頭と腰に白い翼を生やし、白いテーゼを持つ。翼が多いほど強力な力を持ち、地位も高い。天使の他に亜人種パルテ族がいる。
浮遊島
天界の産物。神羅連和国の上空に存在する小島で、飛天地域に存在する宮殿内の「飛翔の間」と通じている。魔導王メビウスにより占拠され、コア・キューブの力で地上界・神羅連和国を攻撃するための要塞と化した。浮遊島はメビウスに占拠される前は緑の木々と水が潤う綺麗な島だったらしい。

## 第二章との変更点
- IINo→IIINo（IIIはローマ数字の3）
- 新しく追加された関係性
  - 洗脳（せんのう）
  - 主人（パートナー）
  - 継承（パートナー）

## 登場キャラクター

### 光の戦士
魔神マステリオンの消滅に尽力した地上界出身のリュウガ・タイガ・ショウ・シズク・オウキの五人の戦士。地上界に帰還した後、各自修行のため各地に散っていった。第1弾ではリュウガ・オウキ以外の三人の消息は不明であるが、第2弾で残りの三人も再登場する。
雷迅のリュウガ（らいじんのリュウガ）
第1弾IIINo.001ホログラムカード
POWER/12
出身地/地上界・聖龍地域
必殺技/電光刹華（でんこうせっか）（第一章第3弾の聖龍王サイガの必殺技）
師匠（パートナー）/大魔導ライセン
第三章における主人公。第二章から引き続き登場。修行により己の力を磨き、成長した。二刀流の魔法剣士。聖龍族の末裔で、聖龍王サイガの血を濃く受け継ぐ青い髪の少年。額にはサイガと同じ紋章が刻まれた。紫色の長いマフラーを巻いている。
皇帝テラスからの緊急召集に駆けつけ、閃光将軍オウキと共に浮遊島へ魔導王メビウス討伐のため乗り込む。浮遊島に到着した二人が目にしたのは息絶えた大魔導ライセンの姿であった。オウキがメビウスに止めを刺すも、致命傷を負ってしまう。リュウガは師匠の死とリーダーの負傷の受け入れ難い光景に絶望した。
第三章の主人公ではあるが、第1弾では活躍しなかった。
雷光のリュウガ（らいこうのリュウガ）
第2弾IIINo.030ホログラムカード
POWER/15
必殺技/雷光覇斬（らいこうはざん）
継承（パートナー）/閃光将軍オウキ
傷付き戦闘不能に陥ったオウキの力を受け継ぎパワーアップした。オウキの装備品である「黄金の鎧」を身に纏い、「閃光の剣」を携えている。決意も新たに、「光の戦士」をリーダーとして導いていく。
メビウス死亡後、アランドラから真相を聞き全てを知った。浮遊島でタイガ・ショウ・シズクと再会を果たす。破壊神デストールの怒りを鎮めるため、メビウスが奪ったコア・キューブを返すことを決意し、天界へと向かう。
雷迅王リュウガ（らいじんおうリュウガ）
第3弾III
POWER/20
必殺技/真極・雷迅覇斬（しんごく・らいじんはざん）
合身（パートナー）/龍神震電
創造神の神殿にて究極進化した龍神震電と再会し、再び聖獣合身を果たした姿。天を裂く「雷の王」。パワーは2章第4弾にてサイガと合神した｢聖龍神リュウガ」と同等という凄まじい数値を誇る。翼や太い尾など、合身した聖獣の特徴を最も色濃く残す姿になっている。
雷光王リュウガ（らいこうおうリュウガ）
第3弾III
POWER/25
必殺技/真極・雷光覇斬（しんごく・らいこうはざん）
合身（パートナー）/騎神ヘリオス
究極進化した騎神ヘリオスとリュウガが聖獣合身を果たした姿。天地を制する「光の王」。パワーは光の戦士中で最強を誇り、雷迅王リュウガをも遥かに上回る。黄金の鎧と翼、光の刃を持つ二刀を構える姿は、リュウガとヘリオスだけでなくオウキのイメージも見て取れる。
光竜神リュウガ（こうりゅうじんリュウガ）
第4弾III
POWER/∞
必殺技/光龍剣・無明神滅覇（こうりゅうけん・むみょうしんめつは）
合身（パートナー）/龍神王コウリュウ
五神力を操りあらゆる魔を調伏する究極の光明神。

閃光将軍オウキ（せんこうしょうぐんオウキ）
第1弾IIINo.003ホログラムカード
POWER/18
出身地/地上界・中央都市
必殺技/無明光尽・重力覇斬（むみょうこうじん・じゅうりょくはざん）
敵対者（ライバル）/魔導王メビウス
第二章から引き続き登場。魔界での武功により地上界全軍のトップとなった英雄。皇帝テラスから授かった秘宝「閃光の槍」を右手に、「閃光の剣」を左手に携える。その武力は伝説の英雄サイガ（第一章）すら凌ぐとも噂されているらしい。
皇帝テラスの命により雷迅のリュウガと共に浮遊島へ魔導王メビウス討伐のため乗り込む。浮遊島に到着した二人が目にしたのは息絶えた大魔導ライセンの姿であった。地上界最強の戦士としてメビウスに挑み、ライセンとの戦いでダメージの残るメビウスを槍術で仕留めるも、自身も致命傷を負ってしまう。
リュウガに救護され、そして遅れて浮遊島に到着したタイガ・ショウ・シズク、彼らと共に来た聖女マルガリーテに託された。
金剛のタイガ（こんごうタイガ）
第2弾IIINo.031ホログラムカード
POWER/13
出身地/地上界・獣牙地域
必殺技/百鬼夜吼（ひゃっきやこう）（第一章第3弾の獣牙王エドガーの必殺技）
好敵手（ライバル）/雷光のリュウガ
第二章から引き続き登場。主人公リュウガの仲間でありライバル。己の肉体を極限まで鍛え上げ、全ての格闘技を習得し帰還した。「光の戦士」中、最高の身体能力を誇る。他の「光の戦士」と違い、特定の師匠を持たずにたった一人で三年間武者修行に出ていたらしい。獣牙族の末裔で、獣牙王エドガーの血を濃く受け継ぐ色黒の少年。
金剛王タイガ（こんごうおうタイガ）
第3弾III
POWER/19
必殺技/真極・金剛烈弾（しんごく・こんごうれつだん）
合身（パートナー）/獣神ゼクルス
創造神の神殿にて究極進化した獣神ゼクルスと再会し、再び聖獣合身を果たした姿。地を砕く「鋼の王」。パワーは2章第4弾にてエドガーと合神した｢獣牙神タイガ」と同等という凄まじい数値を誇る。他の3人は胸元の装甲の意匠が聖獣の身につけている鎧と同じなのに対して、タイガだけは相変わらずはだけたままである（一応、宝石のような模様は同じ）。

火炎のショウ（かえんのショウ）
第2弾IIINo.032ホログラムカード
POWER/12
出身地/地上界・飛天地域
必殺技/風輪火斬（ふうりんかざん）（第一章第3弾の漆黒のシェイドの必殺技）
師匠（パートナー）/剣聖サイアス
第二章から引き続き登場。剣技を極め、華麗なる剣舞を習得して帰還した。「光の戦士」中、最高の知能を誇り、無数の戦略を持つ。飛天族の末裔で、飛天王アレックスの血を濃く受け継ぎ、茶色の長い髪を三つ編みにしている少女のような風貌の少年。弾を重ねるごとに色気を増していっている…。一人称は「ボク」。
火炎王ショウ（かえんおうショウ）
第3弾IIINo.064ホログラムカード
POWER/18
必殺技/真極・火炎旋衝（しんごく・かえんせんしょう）
合身（パートナー）/空神ヴァンセット
創造神の神殿にて究極進化した空神ヴァンセットと再会し、再び聖獣合身を果たした姿。空を焦がす「炎の王」。パワーは2章第4弾にてアレックスと合神した｢飛天神ショウ」と同等という凄まじい数値を誇る。

水嶺のシズク（すいれいのシズク）
第2弾IIINo.033ホログラムカード
POWER/12
出身地/地上界・鎧羅地域
必殺技/ギャラクシアン・テンペスト（第一章第3弾の天魁星マルスの必殺技）
師匠（パートナー）/天魁星マルス
第二章から引き続き登場。武器に関する見識を極め帰還した。「光の戦士」中、あらゆる武器を操る最高の技術を誇る。鎧羅族の末裔で鎧羅王ポラリスの血を濃く受け継ぎ、緑色の長い髪をポニーテールにしてどこかネコミミのような印象の白いリボンで結んでいる少女。なお、武器は第2弾で使っていた｢双頭大蛇」に似たものから巨大な碇と鉄球の繋がった物に替わっている。一人称は「私（わたし）」。
水嶺王シズク（すいれいおうシズク）
第3弾III
POWER/18
必殺技/真極・水嶺乱撃（しんごく・すいれいらんげき）
合身（パートナー）/海神カイエン
創造神の神殿にて究極進化した海神カイエンと再会し、再び聖獣合身を果たした姿。海を裂く「水の王」。パワーは2章第4弾にてポラリスと合神した｢鎧羅神シズク」と同等という凄まじい数値を誇る。リボンの代わりにヘッドギアのようなもので髪を押さえているが、ネコミミのような意匠は変わらず。

#### 守護獣
龍神震電（りゅうじんしんでん）
第3弾IIINo.061
POWER/12
出身地/地上界・聖龍地域
必殺技/超・雷電撃（ちょう・らいでんげき）
仲間（パートナー）/雷光のリュウガ
聖なる雷雲の中で真の力に目覚めた飛龍王。創造神の洗礼を受け、究極体と超進化。
獣神ゼクルス（じゅうしんゼクルス）
第3弾IIINo.063
POWER/12
出身地/地上界・獣牙地域
必殺技/超・鋼斬破（ちょう・こうざんぱ）
仲間（パートナー）/金剛のタイガ
聖なる岩石の中で真の力に目覚めた白虎王。創造神の洗礼を受け、究極体へ超進化。
空神ヴァンセット（くうじんヴァンセット）
第3弾IIINo.065
POWER/12
出身地/地上界・飛天地域
必殺技/超・渦炎翼（ちょう・かえんよく）
仲間（パートナー）/火炎のショウ
聖なる火山の中で真の力に目覚めた鳳凰王。創造神の洗礼を受け、究極体へと超進化。
海神カイエン（かいじんカイエン）
第3弾IIINo.067
POWER/12
出身地/地上界・鎧羅地域
必殺技/超・激流波（ちょう・げきりゅうは）
仲間（パートナー）/水嶺シズク
聖なる氷壁の中で真の力に目覚めた玄武王。創造神の洗礼を受け、究極体へと超進化。
騎神ヘリオス（きしんヘリオス）
第3弾IIINo.068
POWER/15
出身地/地上界・中央都市
必殺技/超・光覇閃（ちょう・こうはせん）
仲間（パートナー）/閃光将軍オウキ
聖なる陽光の中で真の力に目覚めた麒麟王。創造神の洗礼を受け、究極体へと超進化。
龍神王コウリュウ（りゅうじんおうコウリュウ）
第4弾IIINo.099
POWER/20
出身地/天界・創造神統治地域
必殺技/煌天羅閃（こうてんらせん）
師匠（パートナー）/剣聖サイアス
5体の守護中が融合して出現した伝説の黄金龍。リュウガを新たなる主と認め、その力を授ける。

### 神羅連和国

#### 地上界の人々
皇帝テラス（こうていテラス）
第1弾IIINo.004ホログラムカード
POWER/8
出身地/地上界・中央都市
必殺技/大光明陣（だいこうみょうじん）
統治/神羅連和国
第二章から引き続き登場。美しく成長し皇帝の風格を備えた。浮遊島からの魔導王メビウスの強襲に自ら先頭に立ち指揮を取り、「光の戦士」に緊急招集をかけた。閃光将軍オウキに「閃光の槍」と「閃光の剣」を授けた。皇帝として世界を治める一方で、大魔導ライセンの指導の下、魔導士としての力も磨いているらしい。成長したリュウガと再会を果たした際、キュンと胸が高鳴ったらしい。聖龍族の種族の特徴である角と耳を未だに残す。ピンク色の髪の女性キャラクター。一人称は「余（よ）」（第二章の時の一人称は「ワラワ」であるのに対し第三章では上記のごとく「余（よ）」になっている）。
大魔導ライセン（だいまどうライセン）
第1弾IIINo.002ホログラムカード
POWER/15
出身地/地上界・聖龍地域
必殺技/雷帝・建御雷（らいてい・たけみかづち）
敵対者（ライバル）/魔導王メビウス
第一章・第二章から引き続き登場。1000年以上生きている伝説の賢者。魔導士の始祖である魔導王メビウスの唯一の弟子であった。世界を救うため、かつての師匠との宿命の対決に挑むため、単身浮遊島へ向かう。魔道を突き進むかつての師・メビウスを倒すために、不老長寿の肉体を手に入れ密かに彼の行方を追っていたらしい。浮遊島を突破し、魔導王メビウスの元にたどり着き永年のときを経て対面した。全身全霊を懸けて挑んだが史上最強の魔導王メビウスの前に破れ、死亡する。
かつては聖龍王サイガ・征嵐剣シオン、そして雷迅のリュウガ・皇帝テラスの師匠でもあった。第一章から三章に渡り続けて登場した数少ないキャラクター。一人称は「私（わたし）」。
大魔道シオン（だいまどうシオン）
第3弾IIINO.069
出身地/地上界・聖龍地域
必殺技/剣弩超雷（けんどちょうらい）
（パートナー）/大魔導ライセン
ライセンと同じく第一章・第二章から引き続き登場。ライセン亡き後[大魔道]を襲名した。
剣聖サイアス（けんせいサイアス）
第2弾IIINo.034シルバーカード・アナザーカード
POWER/14
出身地/地上界・飛天地域
必殺技/断罪剣・煉獄（だんざいけん・れんごく）
部下（パートナー）/太陽騎士カレン
飛天公爵サイアスが第二章から再登場。皇帝テラスから授けられた「剣聖」の称号を持つ地上界最強の剣士。地上界全軍のトップである閃光将軍オウキが倒れたため、全軍の指揮権を有し、自ら先頭に立ち天使の軍勢を迎撃する。火炎のショウの剣技の師匠でもある。
仮面で素性を隠す謎の多い男性キャラクター。その正体は漆黒のシェイド（第一章）とクラウディア（第一章）の二人の息子だった。獣牙族のコウモリ型獣人の特徴である黒い翼と飛天族の特徴である白い翼の二対を持つハーフ。
仮面装着状態と仮面を外した状態の二種類のバージョンが存在する。前者がノーマル、後者がアナザーである。封入率はほとんど変わらないため価値に差はあまり無い。
太陽騎士カレン（アポロンナイトカレン）
第2弾IIINo.035シルバーカード
POWER/10
出身地/地上界・飛天地域
必殺技/プロミネンス・スラッシュ
姉弟（パートナー）/火炎のショウ
剣聖サイアスの副官。飛天騎士団の筆頭将軍でもある実力者。火炎のショウの姉。サイアスの正体を知る数少ない人物の一人。ショウをサイアスの所に弟子入りさせて「剣聖」直伝の剣技を習得させるよう進言したらしい。メガネっ娘で姉属性の女性キャラクター。
登龍拳テッサイ（とうりゅうけんテッサイ）
第1弾IIINo.005シルバーカード
POWER/9
出身地/地上界・聖龍地域
必殺技/因果応報（いんがおうほう）
好敵手（ライバル）/天狼拳エメラルダ
登龍極意書の正統伝承者。「東の格闘王」の異名を持つ。三度の飯より酒が好き。2mを越える巨漢。聖龍族の種族の特徴である角を未だに残す。登龍極意書とはテッシンが受け継いだ秘伝の巻物である。彼の首の巨大数珠は先祖代々受け継がれた家宝らしい。妻はエメラルダ、子はテッショウ。一人称は「オレ」。
天狼拳エメラルダ（てんろうけんエメラルダ）
第1弾IIINo.006シルバーカード
POWER/9
出身地/地上界・獣牙地域
必殺技/獣王無刃（じゅうおうむじん）
好敵手（ライバル）/登龍拳テッサイ
天狼極意書の正統伝承者。「西の格闘王」の異名を持つ。獣牙族の種族の特徴であるネコ型獣人の耳とオオカミ型の獣人の尾を持つ。緑色の髪で褐色肌の女性キャラクター。美容に気を遣う女性らしい一面も持っている。武者修行で放浪生活ばかりしているが、実は既婚者で子供もいるらしい。夫はテッサイ、子はテッショウ。その容姿は猛将コランダム（第一章）と烈将ベリル（第一章）の子孫のようである。天狼極意書とはコランダムが所持していた秘伝の巻物で、ベリルが狙っていた。彼女の繰り出すキックは鋼鉄をも砕く驚異的な威力らしい。
拳聖テッショウ（けんせいテッショウ）
第2弾IIINo.039シルバーカード
POWER/11
出身地/地上界・中央都市
必殺技/龍星狼牙拳（りゅうせいろうがけん）
家族（パートナー）/登龍拳テッサイ＆天狼拳エメラルダ
父テッサイと母エメラルダの息子。若くして登龍極意書・天狼極意書の二つの流派を極めた。皇帝テラスより授けられた「拳聖」の名を持つ格闘技の天才児。聖龍族の特徴である二本の角と、獣牙族の特徴であるネコ型獣人の尾を持つ。両親であるテッサイやエメラルダよりも格闘家としてタイガに憧れているらしい。自由奔放な人生を送る両親に呆れながら、心のどこかでは尊敬しているらしい。
聖母ティータ（マザーティータ）
第1弾IIINo.007シルバーカード
POWER/7
出身地/地上界・飛天地域
必殺技/ヒーリング・レイン
出資者（パートナー）/フロマージュ（第二章）
慈善団体のリーダーで、全ての災いや病気に苦しむ人に救済活動を行う。類稀な治癒能力（ヒーリング）を持ち、慈愛に溢れている。元々有数の貴族であった彼女に古くからの友人であるフロマージュの財団が資金や物資を出資してバックアップしているらしい。彼女が導く慈善団体には彼女の指導力・人間性を慕って、世界各地から協力者が集まっているらしい。
聖女マルガリーテ（シスターマルガリーテ）
第1弾IIINo.036
POWER/6
出身地/地上界・飛天地域
必殺技/ヒーリング・レイン
上司（パートナー）/聖母ティータ
聖母ティータの下で活動する慈善団体のシスター。飛天族の特徴である翼を持ち、高い魔力を誇り治癒を得意とする。治癒能力だけならティータを上回る力を持ち、次期聖母として期待を集めているらしい。
ノーマルカードだが、神羅万象にしては珍しく、ストーリーに絡んでいる女性キャラクター。
巨重星ピグマリオン（きょじゅうせいピグマリオン）
第三弾IIINo.070シルバーカード
POWER/13
出身地/地上界・鎧羅地域
必殺技/LD・ネメシス（ラストダンス・ネメシス）
姉妹（パートナー）/月照星ディアナ
古代遺跡の超技術（オーバーテクノロジー）により自らを機人化した伝説の英雄。高性能ロボ・「ガラティア」を操る。人形を同時に10体まで操ることができ、人形だけではなく、敵を操って戦闘することが可能らしい。なお、カードの裏面に詳しいことが記述されていないため、現在も「北斗七星」なのかは不明である。
通常バージョン以外にも、全身が出ていて、背景の色が違うアナザーカードが存在する。
月照星ディアナ（げっしょうせいディアナ）
第三弾IIINo.071シルバーカード
POWER/12
出身地/地上界・鎧羅地域
必殺技/FS・セレーネ（ファイナルストライク）
姉妹/（パートナー）/巨重星ピグマリオン
古代遺跡の超技術（オーバーテクノロジー）により自らを機人化した伝説の英雄。重火器はおろか、全ての射撃武器に精通するという。ピグマリオン同様、カードの裏面に詳しいことが記述されていないため、現在も「北斗七星」なのかは不明である。
ナインテールK
第4弾IIINo.090
POWER/15
出身地/地上界・聖龍地域
必殺技/逸鬼刀閃（いっきとうせん）
仲間（パートナー）/ナインテールS
仮面で顔を隠した謎の女性。影から光の戦士を助ける。その正体は、第1章と第2章から登場した「白面九尾クオン」。ナインテールKの「K」はクオン（kuon）の頭文字から。
ナインテールS
第4弾IIINo.091
POWER/15
出身地/地上界・獣牙地域
必殺技/燐涅天衝（りんねてんしょう）
仲間（パートナー）/ナインテールK
仮面を隠した謎の男性。影から光の戦士を助ける。その正体は、第1章と第2章から登場した「白面九尾セツナ」。ナインテールSの「S」はセツナ（setsuna）の頭文字から。ナインテールKとSは自分達は光の戦士に正体を見破られていないと思っているが光の戦士は言わずとも見破っている。

#### 北斗七星
鎧羅地域を拠点とする精鋭部隊の武装集団。七つの星団を率いる七人の団長を筆頭に高い武力を有する。第二章ではリーダーである第一星団団長の甲角星アクティオンだけ登場している。
剣角星テーセウス（けんかくせいテーセウス）
第1弾IIINo.008シルバーカード
POWER/8
出身地/地上界・鎧羅地域
必殺技/クロスセイバー
兄弟（パートナー）/甲角星アクティオン（第二章）
「北斗七星」第二星団団長。二刀流で二本の大剣を操るパワーファイター。周囲からは「鬼神」として恐れられている。剣角星アキレス（第一章）と同じく昆虫のクワガタムシをモデルとした鎧を着ている。甲角星アクティオンとは体格が違うが双子の弟。彼の操る2本の大剣は並みの戦士には持ち上げることさえもままならないとても重い物らしい。一人称は「オレ」。
裂空星アルカス（れっくうせいアルカス）
第2弾IIINo.037シルバーカード
POWER/7
出身地/地上界・鎧羅地域
必殺技/デズサイズ・カーニバル
上司（パートナー）/鎧羅公爵ホクシン
「北斗七星」第三星団団長。二刀流の鎌を操り、機動力を駆使するスピードファイター。「神速の狩人（しんそくのハンター）」の異名を持つ。裂空星ボレアス（第一章）とは異なり、昆虫のカマキリをモデルとした鎧を着ている。
海迅星ミラ（かいじんせいミラ）
第2弾IIINo.038シルバーカード
POWER/7
出身地/地上界・鎧羅地域
必殺技/スクリュー・ブレイカー（第一章第3弾の海迅星カイトスの必殺技）
上司（パートナー）/鎧羅公爵ホクシン
「北斗七星」第四星団団長。最年少で団長に大抜擢された真面目で明朗活発な元気娘。水中戦に特化した能力を持つ。海迅星カイトス（第一章）とは異なり、軟体動物のオウムガイをモデルとした鎧を着ている。一人称は「ボク」。
天魁星マルス（てんかいせいマルス）
第4弾IIINo.092
POWER/14
出身地/地上界・鎧羅地域
必殺技/DE・ジュピター（デッドエンド・ジュピター）
弟子（パートナー）/水嶺シズク
「北斗七星」第7団団長にして史上初の機人（サイボーグ）。古代遺跡の超技術を操れる数少ない人物。第1章から登場する。

#### ロボット
FA-ゼンペイ（フルアーマー ゼンペイ）
第1弾IIINo.009
POWER/5
出身地/地上界・中央都市
必殺技/ランサーカノン
仲間（パートナー）/ゼンペイ各種（第二章）
中央都市護衛のため、カイゾー（第二章）が考案した護衛ロボ・ゼンペイ（第二章）の強化装甲タイプで、戦闘力と防御力が向上した。強化装甲を施したFA-ゼンペイは、他のゼンペイたちの憧れらしい。
PF-ワイパーム（パーフェクト ワイパーム）
第1弾IIINo.010
POWER/5
出身地/地上界・中央都市
必殺技/パーフェクト・クリンナップ
仲間（パートナー）/ワイパーム（第二章）
掃除ロボットであるワイパームに歩行ユニットを搭載させ、より広範囲の掃除を可能にさせた高機動型清掃ロボット。あくまで戦闘用ではない。PF-ワイパームの掃除技術は神羅連和国随一で、皇帝テラスの部屋の掃除も任されているらしい。
ジンバツ
第2弾IIINo.040
POWER/5
出身地/地上界・鎧羅地域
必殺技/音叉波動キャノン（おんさはどうキャノン）
仲間（パートナー）/デンパツ
鎧羅地域に存在する古代遺跡より発掘された古代兵器の一つ。発掘後、修復され天使との戦いに投入される。巨大な二つの音叉が特徴の陸戦兵器。ジンバツとデンバツは数体で合体することが出来るらしい。
デンバツ
第2弾IIINo.041
POWER/4
出身地/地上界・鎧羅地域
必殺技/クリスタルバルカン
仲間（パートナー）/ジンバツ
鎧羅地域に存在する古代遺跡より発掘された古代兵器の一つ。発掘後、修復され天使との戦いに投入される。高い機動力を誇り、空中戦を得意とする。二つのクリスタルを備えた鳥型の空戦兵器。デンバツとジンバツは数体で合体することが出来るらしい。
ダイバツ
第3弾IIINo.072
POWER/3
出身地/地上界・中央都市
必殺技/音叉波動誘導（おんさはどうゆうどう）
上司（パートナー）/ダイ・カイゾー
鎧羅地域に存在する古代遺跡で発掘された設計図を元にカイゾーが発明した人工知能搭載型兵器。動力は太陽エネルギー。
ダイジンデンX
第3弾IIINo.073
POWER/10
出身地/地上界・中央都市
必殺技/三伐波動砲・メギドス（さんばつはどうほう・メギドス）
合体（パートナー）/ジンバツ・デンバツ・ダイバツ
古代兵器ジンバツ、デンバツ、ダイバツの3体が合体したロボット。カイゾーの遠隔操作で封印された真の力を発揮するが、あまりのパワーゆえ、可動時間20分で合体が解けてしまう。
機界神オリオン（マキナデウスオリオン）
第4弾IIINo.093
POWER/20
出身地/地上界・鎧羅地域
必殺技/コゾミック・エクリプス
家臣（パートナー）/重機臣プロキオン
遺跡最深部で失われた記憶都心の機体を取り戻したオリオン。古代遺跡の最深部に入れるのはオリオンだけ。かつてのオリオンと違い大きさは20m。
重機臣プロキオン（じゅうきしんプロキオン）
第4弾IIINo.094
POWER/11
出身地/地上界・鎧羅地域
必殺技/機甲拳・螺閃功（パンツァーアーツ・らせんこう）
主君（パートナー）/機界神オリオン
オリオンの臣下となり遺跡深部で新機体を得たクリップ。

#### 魔獣
騎竜エグゼリア（きりゅうエグゼリア）
第1弾IIINo.015シルバーカード・アナザー
POWER/9
出身地/神魔界
必殺技/バースト・ストリーム
主人（パートナー）/皇帝テラス
創造神クリエールと共に天界へと帰っていった守護獣達の代わりにペリアール（第二章）が「光の戦士」に贈った魔獣。高い戦闘力を誇るが、その一方で人懐っこい性格でもある。テラスにとても懐いていて現在はテラスを護るため、宮廷で暮らしているらしい。今ではすっかりテラスに懐いているが、地上界に来た当初はテラスに怖がられて相当ショックだったらしい。半人半馬のケンタウロスのような身体をしている（この場合、半竜半馬）。
体表の色が紫と黒の二種類のバージョンが存在する。前者がノーマルカード。後者がアナザーカードで、神魔界にいるときのボディーカラーである。

#### 地上界のモンスター
カボッチョ
第1弾IIINo.011
POWER/3
出身地/地上界・聖龍地域
必殺技/カボカボアタック
聖龍地域に生息する鳥型モンスター。頭が大きく、不安定な蛇行飛行が特徴であるため、すぐ物にぶつかってしまう。カボチャを被ったような容姿で、植物と融合したかのようなモンスター。鳴き声は「カボ」。
ラビーフ
第1弾IIINo.012
POWER/3
出身地/地上界・獣牙地域
必殺技/トオセンボウ
獣牙地域に生息する獣型モンスター。食欲旺盛で、昼間は常に何かを食べている。ウサギとウシが融合したようなモンスター。よくニンジンと間違えてコイナス（第一章）を食べそうになってしまうらしい。
ゴマフィ
第1弾IIINo.013
POWER/2
出身地/地上界・飛天地域
必殺技/まんまるクラッシュ
飛天地域に生息する水生動物型モンスター。翼とヒレを持っているが、飛ぶもしくは泳げるかどうかは不明。食べ物を草木に丸めて頭の上に乗せる習性を持っている。ゴマフアザラシとマナフィが融合したようなモンスター。鳴き声は「フィーピー」。長時間の飛行は出来ないが、2分程度なら飛行することが可能らしい。
デメッグ
第1弾IIINo.014
POWER/2
出身地/地上界・鎧羅地域
必殺技/アンブレラシールド
鎧羅地域に生息する蛙型モンスター。手に持っているハスの葉はデメッグの粘液を吸収すると強靭な盾となる。カエルとカメの甲羅を融合したようなモンスター。週に一回のペースで手持ちのハスの葉を新しい物に交換するらしい。
チュリエル
第2弾IIINo.042
バニード
第2弾IIINo.043
ハリノッヒ
第2弾IIINo.044
ピラニャータ
第2弾IIINo.045

### 魔導王メビウスと配下
魔導王メビウス（まどうおうメビウス）
第1弾IIINo.016ホログラムカード・スーパーレア・シークレット
POWER/20
出身地/地上界・不明
必殺技/アポカリプス・ロード
敵対者（ライバル）/大魔導ライセン
第三章第1弾におけるボス。「異世界への扉」を作った伝説の魔導士。奪ったコア・キューブの力で自らを改造し魔人として変貌を遂げた。神羅万象チョコにおける唯一の人間。大昔、ライセンの師匠であった。不老長寿。
約1000年前の皇魔族と四部族の争いの混乱に乗じ、飛天族の宮殿に忍び込み天界の産物である浮遊島の存在を知った。世界征服を目論むメビウスは浮遊島に天界につながる「異世界への扉」を作り、人間として初めて天界へと足を踏み入れた。メビウスは天界で1000年もの間、破壊神デストールに仕え信用を得るが、その隙を突いて聖なる秘石コア・キューブを奪い、地上界上空の浮遊島を占拠した。そしてそこから地上界に攻撃を仕掛けた。自身を討伐に来たかつての弟子・大魔導ライセンを返り討ちにし殺す。しかし自身も多大なるダメージを受けてしまう。続けてやってきたオウキと戦い、相打ちとなり止めを刺されるが…。
なお、第二章第4弾の魔神マステリオン同様、異常に封入率の低いスーパーレアカードのバージョン違いが存在する。
爆熱のアランドラ（ばくねつのアランドラ）
第1弾IIINo.017シルバーカード（赤）
POWER/14
出身地/天界・破壊神統治領域
必殺技/ビッグバン・インパクト
仲間（パートナー）/斬空のフェルミナ
魔導王メビウスの参謀。自らの拳で戦う格闘拳士。陽気でファンキーな性格。誰に対しても馴れ馴れしい。以前は破壊神デストールの下で武勇で名を馳せた大天使であったが、闘争の日々を求めて天界から離反し、堕天使となったらしい。色黒でモジャモジャ頭にオレンジ色のサングラスをかけている。斬空のフェルミナとは幼い頃からの腐れ縁で、常に一緒に行動しているらしい。
斬空のフェルミナ（ざんくうのフェルミナ）
第1弾IIINo.018シルバーカード（赤）
POWER/14
出身地/天界・破壊神統治領域
必殺技/グラビティ・ストーム
仲間（パートナー）/爆熱のアランドラ
魔導王メビウスの参謀。巨大な鉄扇を武器として振るう魔法戦士。寡黙で冷静沈着な性格のクールビューティー。感情を滅多に表に出さない。以前は破壊神デストールの下で賢智で名を馳せた大天使だったが、刺激のある日々を求めて天界から離反し、堕天使となったらしい。紫色のショートカットの髪型の女性キャラクター。爆熱のアランドラとは幼い頃からの腐れ縁で、常に一緒に行動しているらしい。メビウスとオウキの戦闘後も生き残り、リュウガに事情を説明した。

#### メビウスが創生した魔物
魔導王メビウスの魔力によって創生された魔物たちはそれぞれ特殊な魔力を持っているらしい。浮遊島に訪れた侵入者たちを撃退するよう命令されている。それなりの知能を持っている様子。
獣使ヴォルフガング（じゅうしヴォルフガング）
第1弾IIINo.019
POWER/8
出身地/浮遊島
必殺技/ライジング・ナックル
仲間（パートナー）/鳥使レイブン
魔導王メビウスが創生した哺乳類型の魔物。諜報員。敵に姿を見せることなく切り裂く電光石火の攻撃を繰り出す。ヴォルフガングは浮遊島で魔導王メビウスが最初に創生した魔物らしい。オオカミがモデル。右手に巨大な鉤爪を装備した筋骨隆々の狼男。
鳥使レイブン（ちょうしレイブン）
第1弾IIINo.020
POWER/8
出身地/浮遊島
必殺技/ブラッディ・スプレッド
仲間（パートナー）/獣使ヴォルフガング
魔導王メビウスが創生した鳥類型の魔物。諜報員。落雷の如き破壊力を持つ槍を上空から突き落とす。カラスがモデル。
メビエリゲ
第1弾IIINo.021
POWER/6
出身地/浮遊島
必殺技/ランニングスクリュー
主人（パートナー）/魔導王メビウス
魔導王メビウスが創生した爬虫類型の魔物。小柄だが音速のスピードで走り回り、鋭利に尖ったエリマキで斬りつけて攻撃する。メビエリゲの快速ぶりは地上界のスウィームに匹敵する速さらしい。鳴き声は「ピキィー」。エリマキトカゲがモデル。
メビレオン
第1弾IIINo.022
POWER/6
出身地/浮遊島
必殺技/ベロリンチェンジ
主人（パートナー）/魔導王メビウス
魔導王メビウスが創生した爬虫類型の魔物。ずる賢く、舌に触れた物全ての姿に身体を変化させる変身能力を持つ。メビレオンは舌に触れる全ての物に変身する能力をもっているが、どうしても尻尾の先は残ってしまうらしい。カメレオンがモデル。
メビルダイル
第1弾IIINo.023
POWER/6
出身地/浮遊島
必殺技/ガブリブラッシュ
主人（パートナー）/魔導王メビウス
魔導王メビウスが創生した爬虫類型の魔物。並外れた力を持ち、身体から無数に生えている鋼の角は高い防御力を誇る。一見身体が重そうに見えるメビルダイルだが、実は身軽で二足歩行も可能らしい。鳴き声は「グワァッフ」。クロコダイルがモデル。

#### 洗脳されたモンスター
魔導王メビウスが浮遊島から放った洗脳光線により地上界の大人しいはずのモンスターが凶暴化してしまった姿。その全てが第一章からの再登場である。
洗脳ガッシャ（せんのうガッシャ）
第1弾IIINo.024
POWER/5
出身地/地上界・聖龍地域
必殺技/ドロドロブレス
洗脳（せんのう）/魔導王メビウス
魔導王メビウスの洗脳光線によって凶暴化した東域のモンスター。ガッシャ（第一章）が凶悪化して再登場。異臭を放って周囲の物を腐敗させる。鳴き声は「グハァ〜」。なおPOWERは2から5と上がっている。舌にメビウスのマークが刻まれている。
洗脳ラード（せんのうラード）
第1弾IIINo.025
POWER/6
出身地/地上界・獣牙地域
必殺技/ヌルヌルホールド
洗脳（せんのう）/魔導王メビウス
魔導王メビウスの洗脳光線によって凶暴化した西域のモンスター。ラード（第一章）が凶悪化して再登場。見境無く棍棒を振り回して敵に襲い掛かる。洗脳されたラードは身体の脂の量も増幅し、すごくベトベトしているらしい。なおPOWERは4から6と上がっている。右胸にメビウスのマークが刻まれている。
洗脳ルクック（せんのうルクック）
第1弾IIINo.026
POWER/5
出身地/地上界・飛天地域
必殺技/モノマネ超音波（モノマネちょうおんぱ）
洗脳（せんのう）/魔導王メビウス
魔導王メビウスの洗脳光線によって凶暴化した南域のモンスター。ルクック（第一章）が凶悪化して再登場。混乱を誘う超音波で攻撃をする。洗脳されたルクックは、相手を選ばず混乱させるので、モンスター仲間からも嫌がられているらしい。なおPOWERは3から5に上がっている。手羽先にメビウスのマークが刻まれている。
洗脳スウィーム（せんのうスウィーム）
第1弾IIINo.027
POWER/5
出身地/地上界・鎧羅地域
必殺技/ポイズン・リキッド
洗脳（せんのう）/魔導王メビウス
魔導王メビウスの洗脳光線によって凶暴化した北域のモンスター。スウィーム（第一章）が凶悪化して再登場。猛毒を放出し水上を駆け抜ける。鳴き声は「ウィ〜スッ」。なおPOWERは2から5に上がっている。腕にメビウスのマークが刻まれている。

### 天界・破壊神統治領域
破壊神デストール（はかいしんデストール）
第2弾IIINo.046ホログラムカード・金箔レアカード/第4弾IIINo.101
POWER/?→∞（戦闘形態）
出身地/天界・破壊神統治領域
必殺技/神罰・波動斬舞（しんばつ・はどうざんぶ）
敵対者（ライバル）/魔導王メビウス
天界最高権力者「二極神」の一人。破壊を司る神。コア・キューブを奪った人類に対して神罰を下す。両目の間に第三の眼が開かれており、青い肌に四本の腕を持つ。
戦闘形態には鎧兜を装着して武器も使い、しかも巨大化をする。その大きさは7m。
第2弾におけるレアカードで、封入率が極端に少ない金箔レアカードが存在する。
夜叉王ハーディン（やしゃおうハーディン）
第2弾IIINo.047ホログラムカード
第3弾IIINo.74（戦闘形態）
POWER/19→24（戦闘形態）
出身地/天界・破壊神統治領域
必殺技/斬魔剣・大次元断（ざんまけん・だいじげんだん）
必殺技（戦闘形態）/斬魔剣・不動大次元斬
主神（パートナー）/破壊神デストール
敵対者/雷光王リュウガ
破壊神デストールに仕える筆頭幹部。武勇に優れる軍神で、戦いにおいて他に並ぶ者無しと称される程の強者である。天界でも随一の実力者である彼は仁徳も高く、破壊神や創造神と同じように彼を慕う者も多いらしい。
戦闘形態の時には鎧兜を着用し四本の剣を使って戦う。
幻刀のオデュッセ（げんとうのオデュッセ）
第3弾IIINo.075
POWER/13
出身地/天界・破壊神統治領域
必殺技/高速剣・瞬天抜刀斬（こうそく・しゅんてんばっとうざん）
上司/夜叉王ハーディン
ハーディンの側近。腰に携える剣を高速で抜き敵を斬る。
羅刹王ラズリード（らせつおうラズリード）
第4弾IIINo.107
POWER/25
出身地/天界・破壊神統治領域
必殺技/斬魔剣・修羅大極滅破（ざんまけん・しゅらだいきょくめつは）
破壊神に仕えるもう一人の筆頭幹部。性格は残酷で冷血漢。戦闘力だけならハーディンを上回る。戦闘形態がない。
ジン・ギルデ
第4弾IIINo.108
POWER/13
出身地/天界・破壊神統治領域
必殺技/「影獄」デッドリーシャドウ（えいごくデッドリーシャドウ）
上司/羅刹王ラズリード
ラズリード側近のモンスター。硬い外殻を持つ。影を操り、接近戦を得意とする。

#### 破壊神騎士団
天界の中でも屈指の実力を誇る集団。仕事は天界の秩序を守るため活動し、戦闘をすることはほとんど無い。
重剣のデスティア（じゅうけんのデスティア）
第2弾IIINo.048シルバーカード
POWER/14
出身地：天界・破壊神統治領域
必殺技/インフィニティ・ストーム
主神/破壊神デストール
破壊神騎士団のリーダー。その静寂さから想像を絶する程の剣豪で一太刀で辺りを一掃する力を持つ。鎧の色は青。
石火のカイン（せっかのカイン）
第2弾IIINo.049
POWER/12
出身地/天界・破壊神統治領域
必殺技/メイス・パニッシャー
仲間/業弓のアベル
統制を何よりも重んじ、それを乱す者を敵よりも憎む。巨大な鎚矛（メイス）は力の象徴であり、しかもそのメイスは鉄をも簡単に破壊できる。鎧の色は赤。
業弓のアベル（ごうきゅうのアベル）
第2弾IIINo.050
POWER/12
出身地/天界・破壊神統治領域
必殺技/アルティメット・アロー
仲間/石火のカイン
正確無比な弓技は天界一と称される。戦略にも長け、リーダー・デスティアも絶大な信頼を寄せる。カイン本人の矢は、地上界のどんな銃器よりも正確らしい。鎧の色は紫。
流剣のブルンヒルデ（るけんのブルンヒルデ）
第3弾IIINo.76
POWER/12
出身地/天界・破壊神統治領域
必殺技/ドルフィン・ストーム
敵対者/光の戦士
ヴォーダンの娘で破壊騎士団の紅一点。軽快な動きで相手を切り裂く。鎧の色は白。
嵐斧のヴォーダン（らんふのヴォーダン）
第3弾IIINo.77
POWER/12
出身地/天界・破壊神統治領域
必殺技/エレファント・ストーム
敵対者/光の戦士
ブルンヒルデの父。チェーンで繋がれた戦斧を振り回し周囲に嵐を引き起こす。ブルンヒルデの父親なのに、力がブルンヒルデと変わらない。

#### 三神将
破壊神の従属神の中でも特に優れた武勇を持つ三人の軍神を指す。お互い仲が良く「ザン（ザンダルフ）」、「アム（アムニスタ）」、「ヘルマ（ヘルマティオ）」と呼んでいる。筆頭幹部の夜叉王ハーディンと羅刹王ラズリードに次ぐ地位にあり、この二人を含めて「五神将」とも呼ぶ。
鬼神将ザンダルフ（きしんしょうザンダルフ）
第4弾IIINo.104
POWER/19
必殺技/崩礼斬撃「日光」（ほうらいざんげきにっこう）
出身地/天界・破壊神統治領域
敵対者/金剛王タイガ
三神将の一人にして武道を司る軍神。武芸百般を極めており、超然絶技を操り戦う。将棋は好きだがアムニスタにだけは一度も勝ったことがない。三神将の中で1番力が強い。性別は男。
ソル・オプト
第4弾IIINo.110
POWER/12
必殺技/「滅光」リフレクト・レイ（めっこうリフレクト・レイ）
出身地/天界・破壊神統治領域
上司/鬼神将ザンダルフ
ザンダルフ側近モンスター。クリスタルの体内に光を蓄積して、照射して敵を消滅する。鏡が嫌いで自分の顔をあまり見ていない。
戦神将アムニスタ（せんしんしょうアムニスタ）
第4弾IIINo.111
POWER/18
必殺技/宝淨薙撃「月影」（ほうじょうていげきつきかけ）
出身地/天界・破壊神統治領域
敵対者/火炎王ショウ
三神将の一人にして武運を司る軍神。常勝無敗で知謀策略を操り戦う。他人のオシャレチェックが好きでヘルマティオは迷惑をしている。性別は女。
メガ・メキア
第4弾IIINo.112
POWER/12
必殺技/「業炎」フレイム・バースト（ごうえんフレイム・バースト）
出身地/天界・破壊神統治領域
上司/戦神将アムニスタ
アムニスタ側近のモンスター。身体から吹き荒れる灼熱の炎ですべてを焼き尽くす。
武神将ヘルマティオ（ぶしんしょうヘルマティオ）
第4弾IIINo.113
POWER/18
必殺技/影修潰撃「星屑」（えいしゅうかいげきほしくず）
出身地/天界・破壊神統治領域
敵対者/水嶺王シズク
三神将の一人にして武具を司る軍神。怪力無双を誇り巨大武器で戦う。親父ギャグが好き。三神将の中で幼い姿している。カードの裏のセリフにシズクの武器に興味があった。性別は女。
レア・ヴォルザ
第4弾IIINo.113
POWER/12
必殺技/「雷轟」サンダー・ランサー（らいごうサンダー・ランサー）
出身地/天界・破壊神統治領域
上司/武神将ヘルマティオ
ヘルマティオ側近モンスター。体内で発生させる強力な電撃とと華麗な体術が武器。

#### 地上界攻略隊
破壊神の神罰の命により地上界の人類へ攻撃をするため地上界へ降り立った部隊。
鮮血のナルキッソス（せんけつのナルキッソス）
第2弾IIINo.051シルバーカード
POWER/14
出身地/天界・破壊神統治領域
必殺技/ブラッディ・ルーン
敵対者（ライバル）/剣聖サイアス
地上界攻略隊隊長。天界でも一、二を争う程の美貌を誇る大天使。何故か、サイアスを強く敵視している。かつて飛天地域で活躍した戦士・神聖騎士ナルサスにそっくりとの噂があるらしい。実際に目や髪の色、剣の形状、頭の紐、耳のピアスの形状、尾のようなものがとてもよく似ている。
砲煙のスナイピア（ほうえんのスナイピア）
第4弾IIINo.110
POWER/1
出身地/天界・破壊神統治領域
必殺技/スカイ・バレット
上司/鮮血のナルキッソス
地上界攻略隊副官でナルキッソスの側近。地上で戦うナルキッソスのはるか上空から砲撃で援護する。
モッブス
第2弾IIINo.052
POWER/7
出身地/天界・破壊神統治領域
必殺技/デスト・ヒート
上司（パートナー）/鮮血のナルキッソス
地上界攻略隊隊員。強い忠誠心を持ち、群を成して俊敏な動きで敵に襲い掛かる。鳴き声は「シュシュシュー」。一見天使のようだが、異様な姿から定かではない。
ゴーレムウォリアー
第2弾IIINo.053
POWER/9
出身地/天界・破壊神統治領域
必殺技/メガニウム・ブレス
上司（パートナー）/鮮血のナルキッソス
地上界攻略隊巨人兵「ゴーレム」。破壊することだけを運命づけられた暴走重戦士である。鳴き声は「ブォォォン」。
ウォーゲル
第3弾IIINo.0778
POWER/6
出身地/天界・破壊神統治領域
必殺技/ディオ・エスパーダ
上司/鮮血のナルキッソス
地上界攻略部隊隊員。特攻隊として先人を突き進む。常にチームを意識し、陣形を崩すことはない。デュエラの十字に憧れを持っている。
デュエラ
第3弾IIINo.078
POWER/8
出身地/天界・破壊神統治領域
必殺技/グランピアード
上司/鮮血のナルキッソス
地上界攻略部隊の上級隊員でウォーゲル、モッブスを指揮する。単独での戦闘能力も高く、巧みな槍術を繰り出す。
スリガル
第4弾IIINo.111
POWER/10
出身地/天界・破壊神統治領域
必殺技/ホネギス・スティッカー
仲間/メタボル
地上界攻略部隊隊員。身体を取り巻く毛針を飛ばし、刺された傷口から気力を奪い敵の戦意を喪失させるが、味方にもあたってしまう欠点を持っている。
メタボル
第4弾IIINo.112
POWER/10
出身地/天界・破壊神統治領域
必殺技/アブラン・ギッシャー
仲間/スリガル
地上界攻略部隊隊員。身体から放たれる油分で敵の動きを封じ、贅肉を生かした肉弾戦を仕掛ける。太ったメタボルといえどもダイエットを本気で考えている。

#### その他天使
天使ザキエル（てんしザキエル）
第1弾IIINo.028シルバーカード
POWER/8
出身地/天界・破壊神統治領域
必殺技/シャイニング・ボルト
破壊神デストール派閥の天使。魔導王メビウスを追って地上に降り立った。罪深き人間に神の制裁を与えるために、密偵に来た。元々人間であるメビウスを信用していなかった模様。背中と頭部に黒い翼を持ち、紫色のテーゼが頭上に浮かんでいる。「神獄の章」では成長した姿で再登場。

#### 亜人種（破壊神統治）
バルダ・エスト
第2弾IIINo.054
POWER/6
出身地/天界・破壊神統治領域
必殺技/ダークフレア・エクスプロージョン
好敵手（ライバル）/パルテ・クルト
天界に住む亜人種「バルダ族」の少女。バルダ族の中でも優秀な魔法使いで、負けず嫌いな性格。常に面白いことを探している。額に一角獣のような角と、背中に悪魔のような羽を持つ。
バルダ・ブロムト
第3弾IIINo.082
POWER/5
出身地/天界・破壊神統治領域
必殺技/コメット・パンチ
上司/パルダ・エスト
天界に住む亜人種「パルだ族」でエストの弟分。力持ちの巨漢だが、気弱で臆病な性格をしている。ブロムトは外見から考えられないが、小食である。
バルダ・リオン
第4弾IIINo.113
POWER/5
出身地/天界・破壊神統治領域
必殺技/ランブル・シュート
上司/バルダ・エスト
天界に住む亜人種「バルダ族」でエストの弟子。やんちゃな暴れん坊で、大の悪戯好き。リオンは、エストから貰った杖を大事に使っている。

#### 破壊神領域生息モンスター
クレセンミア
第3弾IIINo.080
POWER/2
出身地/天界・破壊神統治領域
必殺技/クレンセント・エナジー
天界に生息すモンスター。澄み切った夜空に現れ、その姿を見た者は眠りと安らぎをもたらす。クレセンミアが手する「ムーン・ランプ」には月エネルギーを蓄積することができる。
イタズチ
第3弾IIINo.081
POWER/3
出身地/天界・破壊神統治領域
必殺技/シビレ・スパーク
天界に生息するモンスター。暗い雷雲の中に潜み、雷と共に現れる。常時身体に電流を帯びている。イタズチの6本足で荒野を疾走する姿はまさに雷そのもの。イタズチの種類は極稀に体の色が黒い種類も存在していて「ブラックサンダー」という異名を持つ。レア・ヴォルザの電撃には逃げ出す。

### 天界・創造神統治領域
創造神クリエール（そうぞうしんクリエール）
第4弾IIINo.114
POWER/30
出身地/天界・創造神統治領域
必殺技/天恵・夢想乱舞（てんけい・むそうらんぷ）
仲間/光龍神リュウガ
第2章に登場した神。今回は戦闘形態で登場。戦闘形態は破壊の力があり、鎧兜も装着し、武器も使用する。しかも巨大化もあり、大きさは5mになる。
迦羅王ラヴィスタ（カーラおうラヴィスタ）
第2弾IIINo.055シルバーカード
POWER/15
出身地/天界・創造神統治領域
必殺技/舞姫神楽（まいひめかぐら）
主神（パートナー）/創造神クリエール
天界の神々の一人。創造神クリエールに仕える従属神。芸能と娯楽の神で、歌や踊りを司る。「光の戦士」を援護する。創造神から魔界での「光の戦士」の活躍を聞いていた彼は、彼らを援護すべく破壊神宮殿までの案内役をかってでたらしい。
鳳竜バルログリフ（ほうりゅうバルログリフ）
第2弾IIINo.056シルバーカード
POWER/10
出身地/天界・創造神統治領域
必殺技/ライトニング・ストーム
主人（パートナー）/迦羅王ラヴィスタ
迦羅王ラヴィスタに仕える神獣。鷹の上半身に馬の下半身を持つ鳥獣型のドラゴン。高い能力を有し、人語を話すことが出来る。
那羅王リヴィエラ（なーらおうリヴィエラ）
第3弾IIINo.082
POWER/15
出身地/天界・創造神統治領域
必殺技/虚空文殊（こくうもんじゅ）
兄弟/迦羅王ラヴィスタ
ラヴィスタの実弟であり、創造神に仕える従属神。学問と医療の神で見識が高い理想的な参謀。リヴィエラが持っている「博理真書」は天界に通じるさまざまな知識が載っている。

#### 天使
天使ルリエル（てんしルリエル）
第1弾IIINo.029シルバーカード
POWER/8
出身地/天界・創造神統治領域
必殺技/ホーリー・レイ
創造神クリエール派閥の天使。魔導王メビウスを追って地上に降り立った。力無き人間に神の慈愛を与えるために、密偵に来た。背中と頭部に白い翼を持ち、白色のテーゼが頭上に浮かんでいる女性キャラクター。「神獄の章」では、成長した姿で登場。
ダフエル
第2弾IIINo.057
POWER/7
出身地/天界・創造神統治領域
必殺技/酒豪剛拳
家族/ルポエル
創造神領域に住む天使。大雑把で少々慌て者娘に深い愛情を注いでいる。小さい酒場開いていて、天界の社交場になっている。
ルポエル
第2弾IIINo.058
POWER/4
出身地/天界・創造神統治領域
必殺技/綺麗奇麗
家族/ダフエル
創造神領域に住む天使。おっちょこちょいな所のある父を支えるしっかり者。
ラティエル
第3弾IIINo.084
POWER/5
出身地/天界・創造神統治領域
必殺技/地理明解
部下/アスエル
創造神領域に住む天使。地上界に興味を持ち、独自に地上界の研究をしている変わり者。
アスエル
第3弾IIINo.085
POWER/4
出身地/天界・創造神統治領域
必殺技/エンゼル・クッキング
上司/ラティエル
創造神領域に住む天使。ラティエルの助手だが、研究の手伝いよりも家事をしていることのほう多い苦労人だが、研究者としてのラティエルを強く尊敬している。
天使長リムリエル
第4弾IIINo.115
POWER/15
出身地/天界・創造神統治領域
必殺技/セラフィック・ゲート
姉妹/天使ルリエル
全天使の頂点に君臨する大天使。神に極めて近い存在で、その力は上級神族にも匹敵する。発言力は創造神派閥の天使だけでなく、破壊神派閥の天使にも影響力もある。
キクエル
第4弾IIINo.116
POWER/4
出身地/天界・創造神統治領域
必殺技/スモーキング・ディストラクション
夫婦/タキエル
創造神領域に住む天使。少々思い込みが激しい性格。最愛の妻と静かに暮らしている。盆栽好きでタキエルがキクエルのために花壇の隅っこに盆栽がある。「タキエルほどの女性がこの世にいない」と言うほどタキエルを愛している。
タキエル
第4弾IIINo.117
POWER/3
出身地/天界・創造神統治領域
必殺技/ヒーリング・ガーデン
夫婦/キクエル
創造神領域に住む天使。ガーデニングが趣味で毎日の様に花壇の様子を見に行く。キクエルとタキエルの喧嘩を見たものはいないと言われている。

#### 亜人種（創造神統治）
パルテ・クルト
第2弾IIINo.059
POWER/6
出身地/天界・創造神統治領域
必殺技/ティンクルスター・イリュージョン
好敵手（ライバル）/バルダ・エスト
天界に住む亜人種「パルテ族」の少年。パルテ族の賢者で優秀な魔法使い。明るく人懐っこい性格である。額に一角獣のような角と、背中に天使のような羽を持つ。
パルテ・ハイド
第3弾IIINo.088
POWER/5
出身地/天界・創造神統治領域
必殺技/エターナル・メロディ
仲間/パルテ・クルト
天界に住む亜人種「パルテ族」で天界各地を流浪するニヒルな風来坊。クルトの大親友で良き相談役。また通称「流離の楽師」とも呼ばれていて、ハイドが口にしている葉は「天界草葉」と言われている葉っぱ。
パルテ・モコナ
第4弾IIINo.118
POWER/5
出身地/天界・創造神統治領域
必殺技/スイート・ハニー
仲間/パルテ・クルト
天界に住む亜人種「パルテ族」でポッチャリ系の天然少女。甘いものに目がない食いしん坊。

#### 創造新領域生息モンスター
プリズミア
第3弾IIINo.086
POWER/3
出身地/天界・創造神統治領域
必殺技/ソーラー・エナジー
天界に生息するモンスター。輝く太陽の下に現れ、その姿を見たものに目覚め高揚感をもたらす。上機嫌な時は良く回る。
シャミー・サニー
第3弾IIINo.087
POWER/4
出身地/天界・創造神統治領域
必殺技/フラッシュ・エスケープ
天界に生息するネコのようなモンスター。美しく長い尻尾を羽衣のように装いその身に巻き付け宙を舞っている。尻尾は自在に変化する。額の赤い宝石は天気を占う力がある。

### 黄金郷
破壊神統治領域と創造神統治領域の間の天界の中心地。マザー・コアの所在地でもある。この地へ足を踏み入れることができるのは、破壊神デストールと創造神クリエールの二極神のみと云われている。
調和神バランシール（ちょうわしん）
第4弾IIIEP
出身地/天界・黄金郷
「光の戦士」に敗れた破壊神と創造神が融合して新たに誕生した超聖神。父性と母性を備え、世界を新たなる秩序を育む。調和神は、「光の戦士」に聖杯を授け、人類と神の平和を誓った。

## 登場アイテム
コア・キューブ
第1弾IIIPRホログラムカード・シークレット
所有者/魔導王メビウス
赤い立方体状の天界の秘石。万物の調和を司る巨大秘石「マザー・コア」から力を引き出すクリスタル。所有者に神秘の力を与える力を持つ。この力で浮遊島を攻撃要塞化し、魔導王メビウスを魔人化させた。
第三章のプロローグカード。なお、第二章の聖龍石と同じく石部分だけがホログラム加工されている。